# Eleccions presidencials de la República de la Xina de 2000
Les eleccions presidencials de la República de la Xina de 2000 (2000年中華民國總統選舉) van ser unes eleccions presidencials celebrades el 18 de març de 2000 al territori de la província de Taiwan, a la República de la Xina. Organitzades per a triar els nous President i Vicepresident, foren les segones eleccions presidencials directes de la història de Taiwan. Amb una participació del 83%, Chen Shui-bian i Lu Hsiu-lien, del Partit Progressista Democràtic (PPD), van ser elegits President i Vicepresidenta respectivament en unes eleccions amb el vot molt renyit.
Aquests comicis acabaren amb més de mig segle de govern del Partit Nacionalista (PN) a l'illa, durant el qual fou governada sota un sistema unipartidista des de la retirada del govern nacionalista cap a l'illa a les darreries de la guerra civil xinesa l'any 1949. També fou la primera vegada en la història de la Xina que un partit polític governant ha traspasat el poder a un partit opositor de manera pacífica sota un règim democràtic. La nòmina de candidats incloïa el fins aleshores Vicepresident Lien Chan pel PN, l'ex governador provincial de Taiwan Soong Chu-yu com a candidat independent (expulsat del PN) i l'ex-alcalde de Taipei Chen Shui-bian, pel PPD.
Durant la campanya, moltes controvèrsies marcaren els comicis; particularment, la candidatura de Soong fou acusada d'afavorir la fragmentació del vot Nacionalista u unionista i ell mateix d'haver-se beneficiat de corruptel·les durant el govern de Lee Teng-hui, sent finalment expulsat Soong del partit davant les protestes. Per altra banda, la candidatura de Chen fou, com de costum, criticada per la República Popular de la Xina per la seua ideologia independentista. La corrupció i les relacions Taiwan-RPX foren els temes que marcaren la campanya de les eleccions. La victòria de Chen era vista com un fet improbable inicialment, però diverses circunstàncies com ara la divisió del vot nacionalista en dos candidats i les abans esmentades controvèrsies van canviar la perspectiva. Chen obtingué millors resultats al sud de l'illa, mentres que Soong guanyà a la part septentrional de Taiwan.
Tot i la victòria de Chen, l'unionisme o, al menys el manteniment de l'statu quo, continuava sent la força majoritària a Taiwan ja que la suma dels candidats unionistes Soong i Lien era del 60% dels vots. La divisió dels candidats unionistes i un escàndol econòmic que afectà a Soong a finals de la campanya afavorí en última instància a Chen. Finalment, el 20 de maig de 2000 Chen assumí la presidència, succeint a Lee i esdevenint el primer President de la República de la Xina independentista.

## Resultats

### Generals
| Candidat a president Candidat a vicepresident | Candidat a president Candidat a vicepresident | Partit                               | Vot popular | %      |
| --------------------------------------------- | --------------------------------------------- | ------------------------------------ | ----------- | ------ |
|                                               | Chen Shui-bian Lu Hsiu-lien                   | Partit Progressista Democràtic (PPD) | 4.977.697   | 39,30% |
|                                               | Soong Chu-yu Chang Chau-hsiung                | Independent (Ind)                    | 4.664.972   | 36,84% |
|                                               | Lien Chan Siew Wan-chang                      | Partit Nacionalista (PN)             | 2.925.513   | 23,10% |
|                                               | Hsu Hsin-liang Chu Hui-liang                  | Independent                          | 79.429      | 0,63%  |
|                                               | Li Ao Fung Hu-hsiang                          | Partit Nou (NP)                      | 16.782      | 0,13%  |
| Total                                         | Total                                         | Total                                | 12.664.393  | 100%   |
| Vots vàlids                                   | Vots vàlids                                   | Vots vàlids                          | 12.664.393  | 99,04% |
| Vots invàlids                                 | Vots invàlids                                 | Vots invàlids                        | 122.278     | 0,96%  |
| Vots totals                                   | Vots totals                                   | Vots totals                          | 12.786.671  | 100%   |
| Cens estimat i participació                   | Cens estimat i participació                   | Cens estimat i participació          | 15.462.625  | 82,69% |